# Artur Ekert
Artur Ekert, född 19 september 1961 i Wroclaw, Polen, är polsk professor i kvantfysik vid Mathematical Institute, University of Oxford, professor i kvantfysik och kryptografi vid Merton College, Oxford, Lee Kong Chian Centennial Professor vid National University of Singapore och grundande föreståndare för Centre for Quantum Technologies (CQT). 
Han är en av pionjärerna inom kvantkryptografin; han har vunnit Hughesmedaljen (2007), Maxwellmedaljen och Descartespriset.

## Biografi
Ekert studerade fysik vid Jagellonska universitetet i Krakow och vid Oxfords universitet. Åren 1987 till 1991 var han doktorand vid Wolfson College, Oxford. I sin doktorsavhandling visade han hur kvantinflätning och ickelokalisering kan användas för att distribuera kryptografiska nycklar med perfekt säkerhet.

## Karriär
År 1991 började han som juniorforskare och därefter (1994) forskare vid Merton College, Oxford. Under den tiden etablerade han den första forskargruppen inom kvantkryptografi och beräkning, baserad i Clarendon Laboratory, Oxford. Senare utvecklades det till Centre for Quantum Computation, nu baserat på DAMTP i Cambridge.
Mellan 1993 och 2000 innehade han en tjänst som Royal Society Howe Fellow. År 1998 utnämndes han till professor i fysik vid Oxfords universitet och handledare i fysik vid Keble College, Oxford. Från 2002 till början av 2007 var han Leigh-Trapnell professor i kvantfysik vid institutionen för tillämpad matematik och teoretisk fysik, Cambridge University och professor vid King's College, Cambridge. Sedan 2007 har han varit professor i kvantfysik vid Mathematical Institute, University of Oxford, och lee Kong Chian Centennial Professor vid National University of Singapore.
Han har arbetat med och biträtt flera företag och myndigheter. Han har suttit i flera professionella rådgivande nämnder och är en av förvaltarna av The Croucher Foundation.

## Vetenskapligt arbete
Ekerts forskning sträcker sig över de flesta aspekter av informationsbehandling i kvantmekaniska system, med inriktning på kvantkryptografi och kvantberäkning. Med början om idén om kvantolokalisering och Bells ojämlikheter introducerade han sammanflätningsbaserad kvantnyckelfördelning. Hans uppsats från 1991 genererade en mängd ny forskning som etablerade ett viktigt aktivt nytt område inom fysik och kryptografi. Den är en av de mest citerade rapporterna inom området och valdes av redaktörerna för Physical Review Letters som en av deras "milstolpsbrev", det vill säga rapporter som lämnade viktiga bidrag till fysiken, redovisade betydande upptäckter eller startade nya forskningsområden. Hans efterföljande arbete tillsammans med John Rarity och Paul Tapster, från Defence Research Agency (DRA) i Malvern, resulterade i den proof-of-principle experimentella kvantnyckelfördelningen, som introducerade parametrisk nedkonvertering, faskodning och kvantinterferometri i kryptografins repertoar. Han var tillsammans med sina medarbetare de första som utvecklade begreppet verifierad säkerhet baserat på sammanflätning.
Ekert och hans kollegor har lämnat ett antal bidrag till både teoretiska aspekter på kvantberäkning och förslag till dess experimentella genomföranden. I dessa ingår att bevisa att nästan varje kvantlogisk grind fungerande på två kvantbitar är universell, att föreslå ett första realistiskt genomförande av kvantberäkning, det vill säga genom att använda den inducerade dipol-dipolkopplingen i en optiskt driven samling av kvantprickar, att introducerar stabilare geometriska grindar och föreslår "ljudlös kodning", som senare blev känd som störningsfria underrymder. Bland hans andra noterbara bidrag ingår arbete på quantum state swapping, optimal kvanttillstånduppskattning och kvanttillståndöverföring. Med några av samma medarbetare har han skrivit om kopplingar mellan begreppet matematiska bevis och fysikens lagar. Han har också bidragit med halvpopulära skrifter om vetenskapshistoria.

### Utmärkelser och hedersbetygelser
- Maxwell-medaljen,  1995
- Hughesmedaljen,  2007
- Fellow of the Royal Society,  2016[5][6]
- Clarivate Citation Laureates,  2019[7]

[Redigera Wikidata]
Han är också medmottagare av Europeiska unionens Descartespris 2004. År 2016 valdes han till ledamot av Royal Society. Han är ledamot av Singapore National Academy of Science och mottagare av 2017 års medalj för Singapores offentliga förvaltning (Silver) Pingat Pentadbiran Awam.